# Prat de Comte
Pour les articles homonymes, voir Prat.

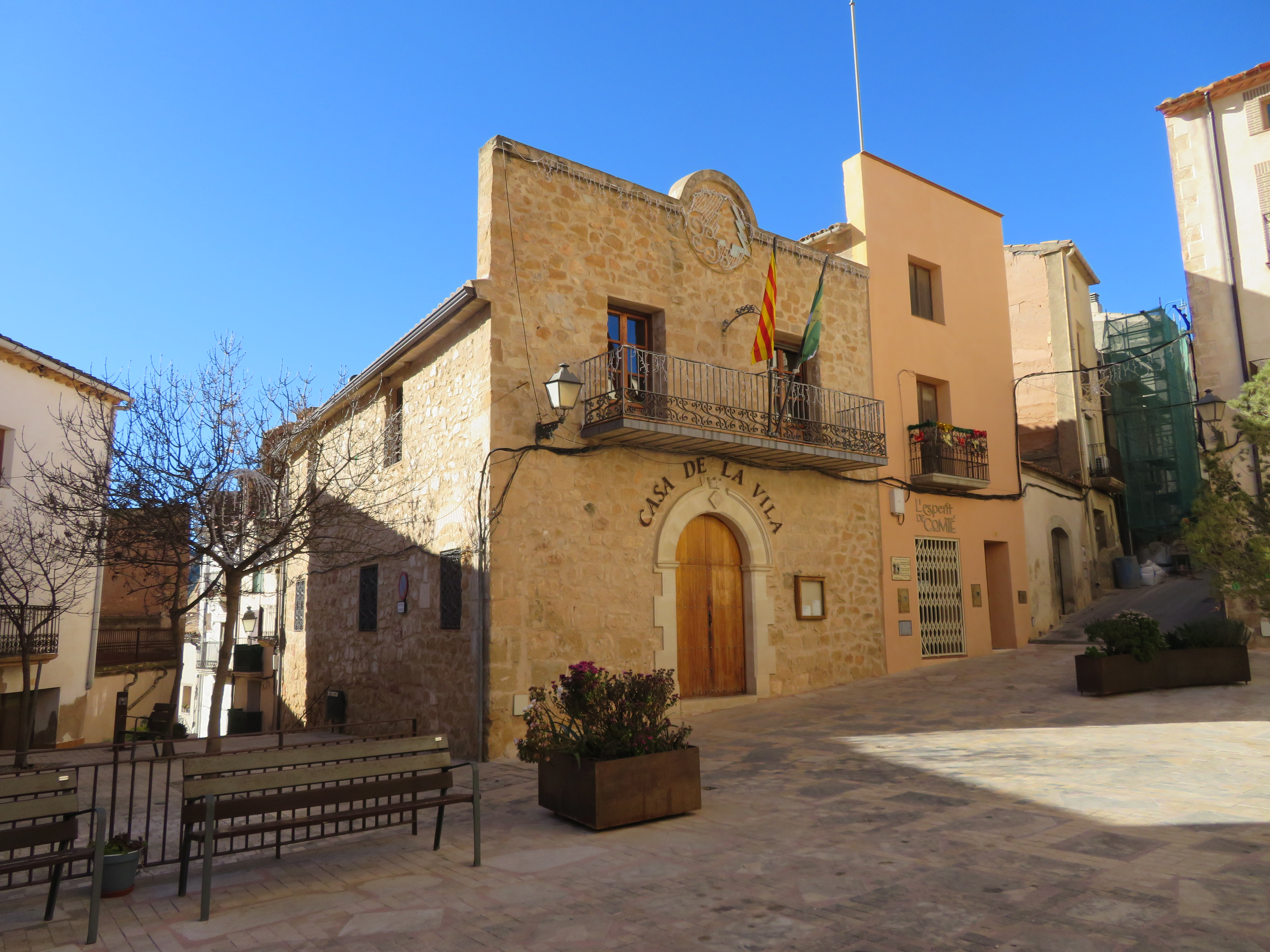
Mairie de Prat de Comte

Prat de Comte est une commune de la province de Tarragone, en Catalogne, en Espagne, de la comarque de Terra Alta

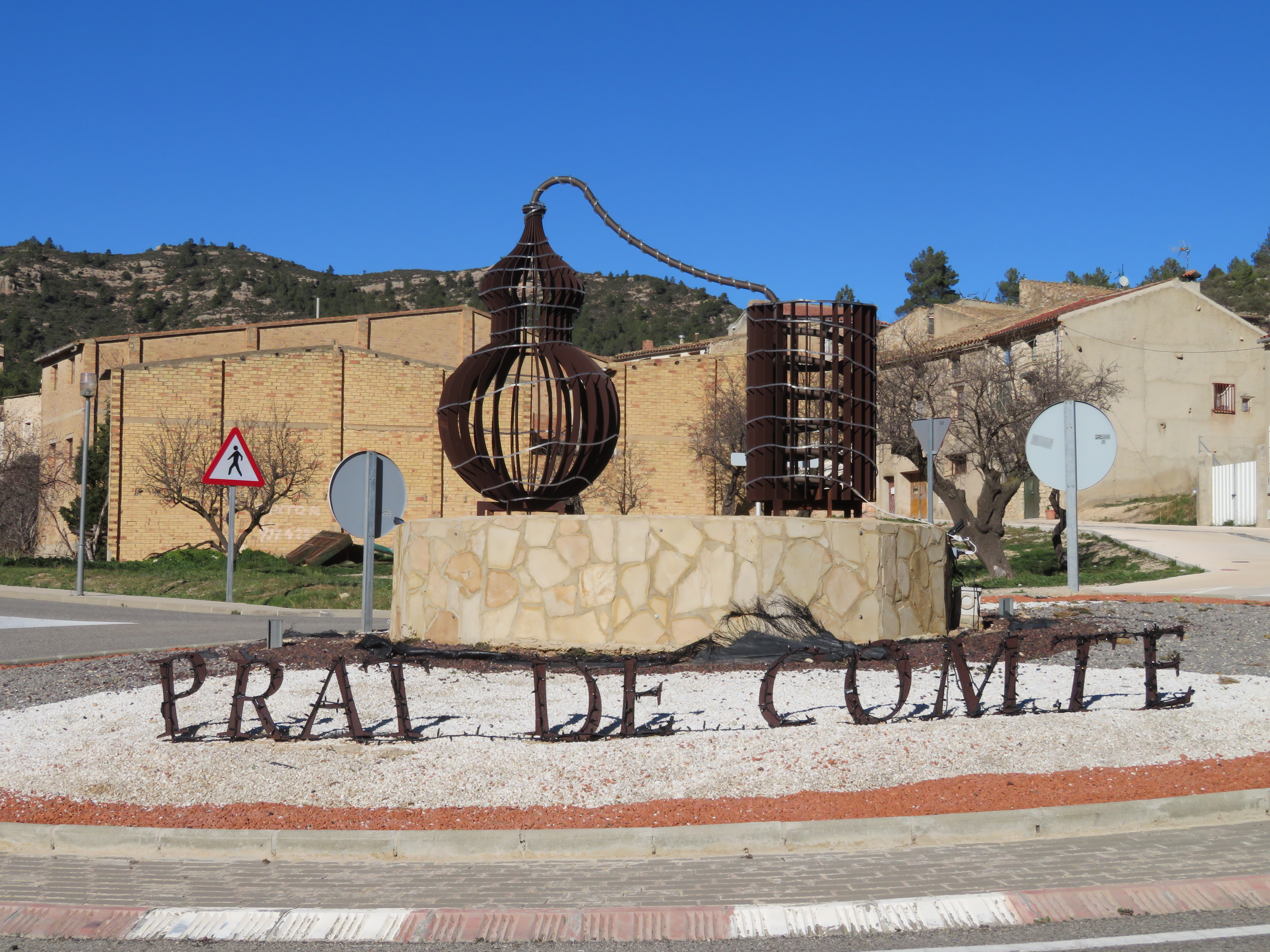
Bienvenue à Prat de Comte, en Terra Alta